# Donna Skelly
Pour les articles homonymes, voir Skelly.
 (février 2025).
La mise en forme du texte ne suit pas les recommandations de Wikipédia : il faut le « wikifier ».
Les points d'amélioration suivants sont les cas les plus fréquents :
- Les titres sont pré-formatés par le logiciel. Ils ne sont ni en capitales, ni en gras.
- Le texte ne doit pas être écrit en capitales (les noms de famille non plus), ni en gras, ni en italique, ni en « petit »…
- Le gras n'est utilisé que pour surligner le titre de l'article dans l'introduction, une seule fois.
- L'italique est rarement utilisé : mots en langue étrangère, titres d'œuvres, noms de bateaux, etc.
- Les citations ne sont pas en italique mais en corps de texte normal. Elles sont entourées par des guillemets français : « et ».
- Les listes à puces sont à éviter, des paragraphes rédigés étant largement préférés. Les tableaux sont à réserver à la présentation de données structurées (résultats, etc.).
- Les appels de note de bas de page (petits chiffres en exposant, introduits par l'outil «  Source ») sont à placer entre la fin de phrase et le point final[comme ça].
- Les liens internes (vers d'autres articles de Wikipédia) sont à choisir avec parcimonie. Créez des liens vers des articles approfondissant le sujet. Les termes génériques sans rapport avec le sujet sont à éviter, ainsi que les répétitions de liens vers un même terme.
- Les liens externes sont à placer uniquement dans une section « Liens externes », à la fin de l'article. Ces liens sont à choisir avec parcimonie suivant les règles définies. Si un lien sert de source à l'article, son insertion dans le texte est à faire par les notes de bas de page.
- La présentation des références doit suivre les conventions bibliographiques. Il est recommandé d'utiliser les modèles {{Ouvrage}}, {{Chapitre}}, {{Article}}, {{Lien web}} et/ou {{Bibliographie}}. Le mode d'édition visuel peut mettre en forme automatiquement les références.
- Insérer une infobox (cadre d'informations à droite) n'est pas obligatoire pour parachever la mise en page.

Pour une aide détaillée, merci de consulter Aide:Wikification.
Si vous pensez que ces points ont été résolus, vous pouvez retirer ce bandeau et améliorer la mise en forme d'un autre article.
Donna Skelly, née le 23 octobre 1961 à Sudbury, est une journaliste et femme politique canadienne. 
Actuelle vice-présidente de l'Assemblée législative de l'Ontario, elle est députée à l'Assemblée législative de l'Ontario de la circonscription électorale de Flamborough—Glanbrook depuis l'élection générale de 2018 sous la bannière du Parti progressiste-conservateur de l'Ontario. 
Avant de se lancer en politique, Skelly travaille comme journaliste à la station de télévision CHCH-TV à Hamilton, où elle présente et produit des bulletins d’information télévisés locaux ainsi que régionaux. Skelly prend un congé de CHCH en 2011 pour être candidate aux élections provinciales avec les progressistes-conservateurs dans sa circonscription électorale d'Ancaster—Dundas—Flamborough—Westdale, mais est battue,. En 2016, Skelly remporte une élection partielle au conseil municipal de Hamilton. Skelly démissionne peu après en raison de son élection à l'Assemblée législative de l'Ontario en 2018.

## Biographie

### Jeunesse et carrière médiatique
Skelly est née dans le nord de l'Ontario et est diplômée du programme de journalisme à la polytechnique de Seneca.
Skelly commence sa carrière de journaliste de radiodiffusion à CHIP-FM à Fort Coulonge, ville dans la province de Québec. Elle travaille ensuite à la station CHRO-TV à Pembroke, en Ontario, puis à CKWS Radio/TV à Kingston avant de rejoindre CHCH en 1988.
En 1992, Skelly commence à co-animer le « Golden Horseshoe Report » sur CHCH dans le cadre d'une « réforme » du bulletin d'information du soir de la station. La station, qui a été achetée par la compagnie Western International Communications, basée dans la province de la Colombie-Britannique, en 1990. En 1993, celle-ci adapte davantage le bulletin d'information du soir de CHCH en l'assignant à un bulletin d'information national du nom deCanada Tonight qui est co-produit avec la station sœur de la chaîne, CHAN, à Vancouver. Son co-présentateur est Tony Parsons,.
En 2000, Skelly donne sa démission de CHCH, à l'époque rebaptisé « ONtv », pour lancer un site Web d'actualités et d'informations locales nommé « news4hamilton.com ». À partir des studios de la chaîne locale d'accès au câble Cable14, news4hamilton.com fait son entrée sur le marché de l'information en ligne, Skelly ayant confié à un journaliste local qu'elle espérait que le site devienne un « élément incontournable du marché ». Cependant, Cette aventure entrepreneuriale sur l'Internet cesse ensuite de publier, ce qui l'amène à occuper un poste d'enseignant à contrat au Mohawk College. Elle revient à CHCH en 2002 après son rachat par la compagnie mère de Global TV, Canwest.
Après son retour, Skelly devient la présidente du syndicat des employés de CHCH. Après que la compagnie Canwest ait déclaré son intention de vendre ou de fermer CHCH en 2009, elle commence une campagne pour créer une compagnie organisée et dirigée par la communauté qui, en retour, prendrait en charge la station de CHCH. Le plan est soutenu par les travailleurs de la station et aurait demandé une licence d'exploitation indépendante avec le soutien des compagnies locales, des employés des médias et des annonceurs pour rester à l'antenne. Ce plan n'a cependant pas pu être mis en œuvre lorsque la compagnie annonce l'achat de la station de CHCH par un groupe médiatique de Toronto nommé Channel Zero.
En 2010, Skelly reçoit le prix Femme de distinction de l'organisation YWCA local dû à son rôle dans la politique et les affaires publiques de Hamilton. Skelly est l'une des 12 femmes locales honorées lors de la remise des prix Femmes de distinction de cette année-là.
Après que CHCH fait faillite en 2015, Skelly est licenciée par l'entreprise lors de sa restructuration.

### Carrière politique
Après la mort du député provincial de Hamilton-Est, Dominic Agostino, en 2004, Skelly est l'une des deux journalistes locaux qui, après les dits, auraient été approchés par le Parti libéral de l'Ontario pour poser sa candidature à l'élection partielle de la circonscription provinciale. Après que son ancienne collègue de la station de CHCH, Jennifer Mossop, ait été élue dans la circonscription de Stoney Creek en 2003, la rumeur courait que Skelly ainsi que le présentateur radio de l'époque, Bob Bratina, seraient des candidats potentiels pour la circonscription représentant Hamilton-Est. Malgré les spéculations, Skelly exclut l'idée de présenter sa candidature à l'époque.
Début 2011, Skelly est approchée par les conservateurs progressistes de l’Ontario pour solliciter leur investiture dans la circonscription électorale d’Ancaster—Dundas—Flamborough—Westdale. S'adressant à un journaliste en février 2011, Skelly indique qu'elle n'avait pas pris de décision, mais qu'elle consulterait les personnalités politiques locales et étudierait ses options. À l'époque, l'officier de l'armée à la retraite Chris Corrigan, qui a été le candidat du parti dans la circonscription électorale en 2007, est le seul candidat inscrit à l'investiture du parti. Le 28 mars, lors d'un événement médiatique au centre-ville de Dundas, Skelly est annoncée comme candidate du parti par le chef du PC, Tim Hudak. Le Hamilton Spectator rapporte que Corrigan a été prié par le parti d'abandonner sa campagne en faveur de Skelly. Malgré la démission des membres de l'association locale de circonscription du Parti conservateur en raison de la gestion de la nomination par le parti, Skelly est investie comme candidate du Parti conservateur et affronte le député provincial vétéran Ted McMeekin lors des élections d'octobre,. Skelly est battue par McMeekin.
Peu de temps après les élections de 2011, Skelly manifeste son intérêt à se présenter à nouveau dans la circonscription électorale. Optant pour une course à l'investiture ouverte, les conservateurs progressistes locaux organisent une élection entre Skelly et le résident local Nick Lauwers. Lauwers est soutenu par Corrigan tandis que Skelly obtient l'approbation de l'ancien député provincial Toni Skarica. Skelly est nommée candidate du Parti conservateur en septembre 2012, battant Lauwers par 194 voix contre 166 dans la course à l'investiture. En prévision de la campagne, Skelly organise une collecte de fonds avec les joueurs éminents de la LNH Darcy Tucker, Wendel Clark et Dennis Hull. Lors des élections de juin, Skelly est une fois de plus battue par McMeekin.

#### Politique municipale
Alors qu'elle est encore candidate au parlement provincial de l'Ontario, la rumeur dit que Skelly envisage de se présenter à la mairie de Hamilton lors des élections municipales de 2014. En mars, Skelly confirme qu'elle n'est pas intéressée pas la position de mairesse, choisissant plutôt de faire campagne à plein temps pour être députée.
Après l'élection au Parlement en 2015 de Scott Duvall, conseiller municipal de longue date du quartier 7 de Hamilton, une élection partielle est organisée pour combler le siège vacant. Skelly rejoint la course peu de temps après et remporte la victoire sur 22 autres candidats.
Au cours de sa première année au conseil, Skelly s'oppose à l'investissement de 50 millions de dollars proposé par le maire Fred Eisenberger dans le logement social et la réduction de la pauvreté en raison d'un manque de détails dans le plan proposé. Skelly s'oppose également au projet de TLR de la ville et à l'ajustement des limites des quartiers de la ville en réponse à l'augmentation de la population,,. Skelly soutient une motion du conseiller de l'époque, Matthew Green, visant à étudier le passage au scrutin préférentiel pour les élections municipales de Hamilton.
En 2017, Skelly suscite la controverse lorsqu’elle propose de réduire le financement de la bibliothèque publique de Hamilton afin de réduire les impôts. La suggestion de Skelly suscite une forte réaction en ligne, notamment de la part de l'auteure Margaret Atwood. Après les remarques de Skelly sur la bibliothèque publique de Hamilton, elle fait des commentaires sur la nouvelle ligne LRT Kitchener-Waterloo, qualifiant le projet de transport rapide de la municipalité de « pas attrayant », suscitant davantage de controverse et amenant la chroniqueuse du Waterloo Region Record, Luisa D'Amato, à écrire que Hamilton est « une friche industrielle » remplie de gens « en colère et louches ».

#### Politique provinciale

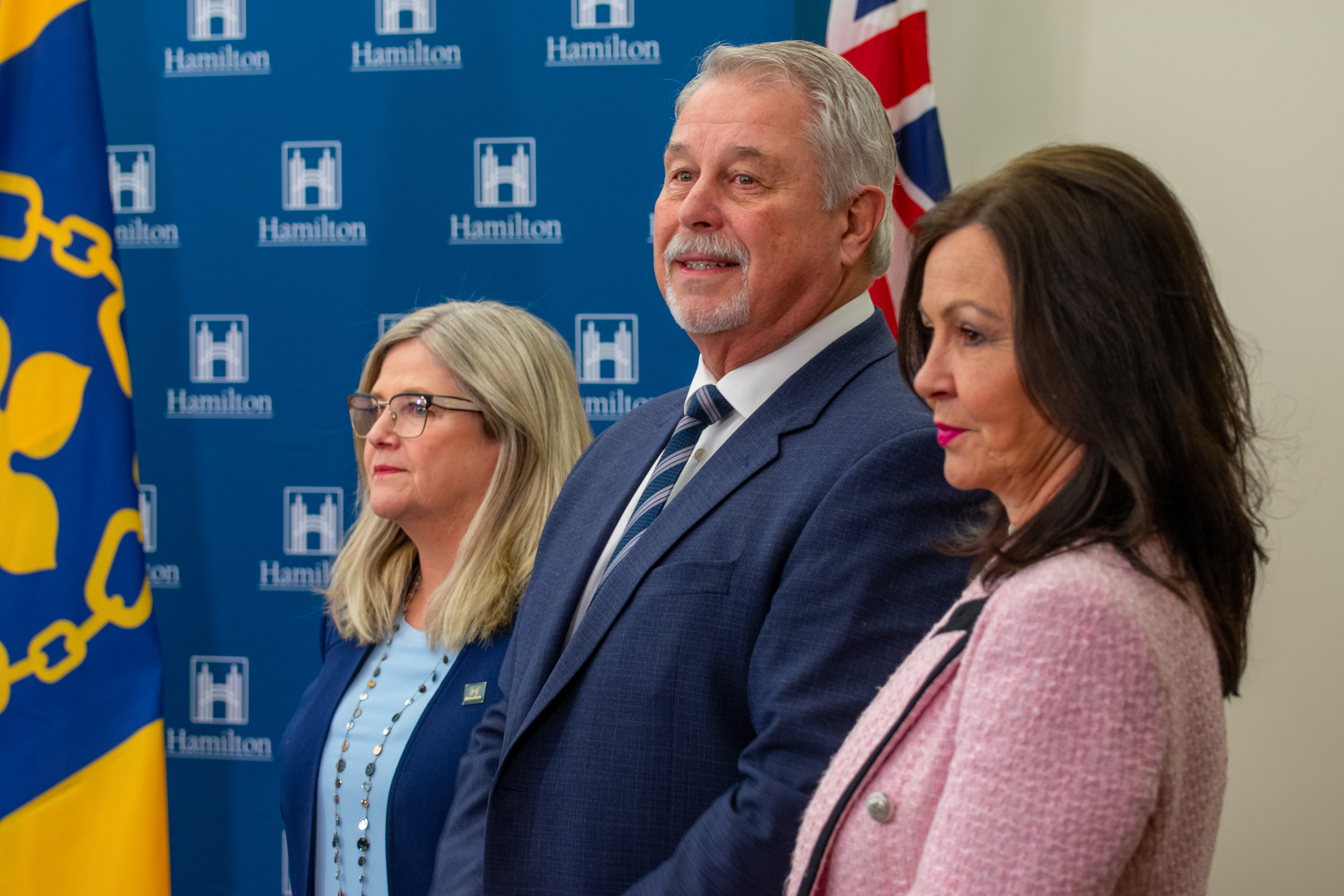
Skelly (à droite) avec Neil Lumsden (au centre) et Andrea Horwath (à gauche) lors d'une annonce du Building Faster Fund à Hamilton, en mars 2024

En août 2017, des rumeurs circulent selon lesquelles Skelly est la candidate préférée du Parti progressiste-conservateur dans la circonscription électorale nouvellement créée de Flamborough-Glanbrook. Trois candidats au siège - Dan Sadler, le candidat du Parti conservateur de Hamilton Mountain en 2014, Albert Marshall, et l'ancien adversaire de Skelly à la nomination, Nick Lauwers - sont tous informés par le parti que leurs candidatures ne seraient pas approuvées par le chef de l'époque, Patrick Brown. Lauwers et Marshall ont tous deux informé le Hamilton Mountain News que le parti a l'intention de désigner une femme. À l'époque, Skelly n'a pas confirmé son intérêt à briguer la nomination du parti.
Le mois suivant, Skelly annonce son intention de briguer la nomination du parti progressiste-conservatrice dans Flamborough-Glanbrook. Bien qu'elle ait déclaré au Hamilton Mountain News au moment de sa victoire aux élections partielles au conseil qu'elle n'était plus membre du parti et qu'elle ne voyait pas ce siège comme « un tremplin », Skelly indique que ses raisons de se présenter aux élections provinciales sont qu'elle croyait pouvoir « faire plus pour toute la ville au niveau provincial ». Skelly est désignée comme candidate du parti le 5 octobre 2017.
Après la démission surprise de Brown en 2018, Skelly soutient la tentative infructueuse de Christine Elliott de diriger le parti progressistes-conservateurs de l'Ontario.
Skelly est au centre d'une controverse lors de la campagne électorale de 2018 lorsque PressProgress, l'aile médiatique du Broadbent Institute, rapporte que Skelly a assisté à un événement de Noël en 2017 organisé par les groupes conservateurs des campus de l'Université McMaster et du Mohawk College et a parlé de « Free Bird Media », un site Web d'extrême droite qui présente des vidéos et des entretiens avec des personnalités politiques canadiennes d'extrême droite telles que Paul Fromm, James Sears et Kevin J. Johnson. Le fondateur de Free Bird Media, Alex Van Hamme, indique que Skelly a dit à la foule que le Canada avait besoin de plus de médias comme le site, bien que Skelly ait déclaré plus tard qu'elle ne savait rien de Free Bird Media et qu'on lui avait juste « remis un chapeau » avec la marque du groupe,.
Skelly gagne les élections de 2018 avec près 43,5 % des voix. Peu de temps après avoir prêté serment, le premier ministre Doug Ford annonce que la députée Skelly deviendrait l'adjointe parlementaire du ministre du Développement économique Jim Wilson.
Pendant la pandémie de la COVID-19, Skelly lance un site Web nommé Relief Within Reach ayant comme but de connecter les petites entreprises locales aux divers programmes de soutien de la province et du fédérale disponibles. L'initiative est saluée par les membres du conseil municipal de Hamilton.
Skelly est réélue dans sa circonscription lors des élections générales de 2022 en Ontario.
En 2023, Skelly est nommée au Comité exécutif de l’Association parlementaire du Commonwealth. La mission de ce comité est de promouvoir l’avancement de la démocratie parlementaire en améliorant la connaissance ainsi que la compréhension de la gouvernance démocratique au sein de la population, l’engagement de la jeunesse dans la démocratie, l’égalité des genres ainsi que la représentation égale au sein du gouvernement.
En mars 2023, Skelly annonce que Carmeuse Lime Limited ne donnerait pas suite à sa demande controversée de brûler des carburants alternatifs à faible teneur en carbone dans ses installations de Dundas. Le plan, auquel s'opposaient le groupe communautaire Dundas and Greensville Environmental Concern, le conseiller du quartier 13 Alex Wilson et l'ancien adversaire politique de Skelly élu au conseil municipal de Hamilton représentant le quartier 15 de Flamborough, Ted McMeekin, a généré une opposition communautaire substantielle concernant les préoccupations environnementales.

## Résultats des élections
| | Donna Skelly       | 1,967  | 19.59% | -     | $30,524.46 |
| | John-Paul Danko    | 1,875  | 18.67% | -     | $21,530.03 |
| | Uzma Qureshi       | 1,521  | 15.14% | -     | $28,621.86 |
| | Shaun Burt         | 881    | 8.77%  | -     | n/a1       |
| | Doug Farraway      | 785    | 7.82%  | -     | $12,657    |
| | Geraldine McMullen | 720    | 7.17%  | -     | $27,112.84 |
| | Tom Gordon         | 468    | 4.66%  | -     | $2,681.09  |
| | Howard Rabb        | 376    | 3.74%  | -     | $17,696.61 |
| | Bob Charters       | 354    | 3.52%  | -     | n/a1       |
| | Glenn Murphy       | 255    | 2.54%  | -     | $5,840.09  |
| | Chelsey Heroux     | 172    | 1.71%  | -     | n/a1       |
| | Hans Zuriel        | 133    | 1.32%  | -     | $8,531.42  |
| | Philip Bradshaw    | 110    | 1.10%  | -     | $1,450.12  |
| | Robert Bolton      | 95     | 0.95%  | -     | n/a1       |
| | Jeanne Pacey       | 95     | 0.95%  | -     | n/a1       |
| | Louis Vecchioni    | 64     | 0.64%  | -     | $0         |
| | Anthony Nicholl    | 62     | 0.62%  | -     | n/a1       |
| | Mohammad Shahrouri | 48     | 0.48%  | -     | $160       |
| | Robert Young       | 22     | 0.22%  | -     | $930.87    |
| | Paul Nagy          | 17     | 0.17%  | -     | $0         |
| | Damin Starr        | 17     | 0.17%  | -     | $7,886.76  |
| | Luc Hetu           | 6      | 0.06%  | -     | n/a1       |
| Total votes | Total votes        | 10,063 | 24.35% | =7.4% | $40,005.55 |
| Registered voters | Registered voters  | 41,332 |        |       |            |
| 1 Ces candidats n’ont pas présenté d’états financiers officiels et ne peuvent donc pas être candidats aux élections municipales de 2018 Note: Officiellement, il n’y a aucun parti politique aux élections municipales de Hamilton. Note: Les couleurs de campagne des candidats reposent sur la couleur dominante utilisée lors de leur campagne (affichage, documents, etc.) et ne servent qu’à distinguer visuellement les candidats. |                    |        |        |       |            |
| Sources: City of Hamilton, "Nominated Candidates" « https://web.archive.org/web/20100820030102/http://www.hamilton.ca/CityDepartments/CorporateServices/Clerks/MunicipalElection/Nominated+Candidates.htm »(Archive.org • Wikiwix • Archive.is • Google • Que faire ?), 20 août 2010 City of Hamilton, "2016 Candidate Financial Statements « https://web.archive.org/web/20180905035458/https://www.hamilton.ca/city-initiatives/municipal-election/2016-candidate-financial-statements »(Archive.org • Wikiwix • Archive.is • Google • Que faire ?), 5 septembre 2018 |                    |        |        |       |            |